# Trox consimilis
Trox consimilis är en skalbaggsart som beskrevs av Haaf 1953. Trox consimilis ingår i släktet Trox och familjen knotbaggar. Inga underarter finns listade i Catalogue of Life.